# Harald Halvorsen
Harald Halvorsen (Oslo, 3 de maio de 1887 — desc.) foi um ginasta norueguês que competiu em provas de ginástica artística.
Halvorsen é o detentor de uma medalha olímpica, conquistada na edição britânica, os Jogos de Londres, em 1908. Na ocasião, competiu como ginasta na prova coletiva. Ao lado de outros 29 companheiros, conquistou a medalha de prata, após superar a nação da Finlândia e encerrar atrás da seleção sueca. Anteriormente, em 1906, saiu-se vencedor dos Jogos Intercalados, também na prova por equipes.